# Kinyik Ákos
Kinyik Ákos (Debrecen, 1993. május 12. –) magyar labdarúgó, a Paksi FC játékosa, posztját tekintve hátvéd.

## Pályafutása

### Klubcsapatokban
A Debreceni VSC korosztályos csapataiban nevelkedett. A junior évek után a felnőttek között 19 éves korában mutatkozott be. Először 2012 és 2015 között, az azóta már megszűnt Létavértes SC '97 csapatában, a harmadosztályban játszott. Utána két NB II-es szezon következett, előbb 2015–16 között a DVSC–DEAC, majd 2016–17-ben a Budaörsi SC csapatában.
A felnőtt NB I-ben a 2017–18-as bajnoki szezonban mutatkozott be, immáron a nevelőegyesületében, a Debreceni VSC-nél, mégpedig 2017. július 29-én, a 3. fordulóban, a Paks elleni 1–1-gyel végződött mérkőzésen. Kinyik Ákos kezdő volt és végig a pályán maradt.

## Sikerei, díjai

### Klubcsapattal
Paks
- Magyar kupagyőztes: 2024, [3] 2025[4]
- Magyar labdarúgó-bajnokság ezüstérmes: 2023–24
- Magyar labdarúgó-bajnokság bronzérmes: 2024–25